# Ficus saruensis
Ficus saruensis är en mullbärsväxtart som beskrevs av C. C. Berg. Ficus saruensis ingår i släktet fikonsläktet, och familjen mullbärsväxter. Inga underarter finns listade i Catalogue of Life.